# Torbjørn Falkanger
Torbjørn Falkanger (Trondheim, 1927 - 16 de juliol de 2013) va ser un saltador noruec que destacà a les dècades del 1940 i del 1950.
Especialista en el salt amb esquís, participà en els Jocs Olímpics d'Hivern de 1952 disputats a Oslo (Noruega), en el qual ralitzà el Jurament Olímpic per part dels atletes en la cerimònia d'obertura dels Jocs i posteriorment participà en la prova de salt amb esquís, on aconseguí la medalla de plata.
Mesos abans de la realització dels Jocs Olímpics d'Hivern de 1956 a Cortina d'Ampezzo (Itàlia) patí una caiguda entrenant-se, el que provocà la seva retirada de l'esport.